# Gubetin
Gubetin (en serbe cyrillique : Губетин) est un village de Serbie situé dans la municipalité de Prokuplje, district de Toplica. Au recensement de 2011, il comptait 156 habitants.

## Démographie
| 1948 | 1953 | 1961 | 1971 | 1981 | 1991 | 2002 | 2011 |
| ---- | ---- | ---- | ---- | ---- | ---- | ---- | ---- |
| 545  | 603  | 517  | 402  | 324  | 235  | 225  | 156  |

|  |